# Narodni park Zombitse-Vohibasia
Zombitse-Vohibasia je narodni park v regiji Atsimo-Andrefana na jugozahodu Madagaskarja. Leži 147 kilometrov severovzhodno od mesta Toliara ob državni cesti 7.
Najbližje letališče je v Toliari, pisarna pa v Sakarahi 10 kilometrov od vhoda v park. Park pokriva površino 36.308 hektarjev na treh lokacijah; gozd Zombitse (16.845 hektarjev) in kraji Isoky Vohimena (3293 hektarjev) in Vohibasia (16.170 hektarjev). Ljudstvo Bara in Mahafaly sta glavni etnični skupini na tem območju.

## Zgodovina in pomen
Park je sestavljen iz treh ločenih delov. Gozd Zombitse je bil prvič določen kot zavarovano območje leta 1962, gozdova Vohibasia in Isoky-Vohimena sta bila dodana leta 1997 in celotno območje je bilo leta 2002 uradno ustanovljeno kot narodni park. Narodni park spada v ekoregijo, ki je razvrščena kot sukulentni gozd Madagaskarja, ekoregija, ki je znana po visoki lokalni endemičnosti in je prehodna med bodičasto goščavo in ekoregijami suhih listnatih gozdov. Ekoregija je opisana kot mozaik sukulentnih rastlin in suhih listavcev in je ocenjena kot kritična/ogrožena. Več lokalno endemičnih vrst, kot je ogroženi Hubbardov ali zombitski športni lemur (Lepilemur hubbardorum), je znanih le na območju narodnega parka Zombitse-Vohibasia. Park izpolnjuje merila Birdlife International kot pomembno območje za ptice kot »biološki rezervoar primarnega pomena zaradi svoje lokacije, ki sega med zahodno in južno domeno Madagaskarja«.

## Geografija
Park vključuje gozdove Zombitse, Vohibasia in Isoky-Vohimena v treh ločenih območjih. Gozd Zombitse prečka Hwy RN7; gozd Vohibasia je severozahodno od Zombitseja, gozd Isoky-Vohimena pa med obema. Masiv Isalo in narodni park Isalo sta 90 kilometrov proti vzhodu in potekata v smeri sever-jug, 820 metrov visoka apnenčasta planota na zahodu pa poteka v podobni smeri sever-jug. Med tema dvema vzpetinama so gozdovi narodnega parka; nadmorska višina je med 300 m in 825 m. Odsek Zombitse je na peščenjakih, ostali odseki pa na jurskem [[apnenec|apnencu]g. Čeprav ni vodotokov, izviri in majhna mokrišča v parku delujejo kot zbiralniki, ki napajajo pritoke rek Teheza in Fiherenana.
Narodni park Zombitse-Vohibasia prečka nacionalna cesta 7 med Ihosyjem in Toliaro (nekdanji Tulear). Naslednje mesto je Sakaraha.

### Podnebje
Podatki iz najbližje meteorološke postaje (Sakaraha), približno 10 km stran, kažejo povprečno temperaturo 23,4 °C, pri čemer je januar najbolj vroč mesec (povprečno 26,5 °C), julij pa najhladnejši (povprečno 18,2 °C). Podnebje je relativno suho, s povprečno 724 mm padavin na leto. Deževna sezona traja od novembra do marca; sušno obdobje od aprila do oktobra. Najtoplejši meseci so na splošno najbolj mokri; januarja povprečno 187 mm padavin, julija pa povprečno 4 mm.

## Živalstvo

### Ptice
V parku je znanih 90 vrst ptic, vključno z osemintridesetimi endemičnimi vrstami. Ena vrsta Appertova tetraka (Xanthomixis apperti) je na rdečem seznamu ogroženih vrst IUCN razvrščena kot prizadeta vrsta. »V Zombitse-Vohibasia jo najdemo v gostem grmovju nemotenega, suhega, listopadnega gozda na višini približno 600-800 m (Morris in Hawkins 1998).«

### Sesalci
V narodnem parku Zombitse-Vohibasia je zabeleženih dvajset vrst sesalcev. To vključuje osem vrst lemurjev, od katerih je večina na rdečem seznamu ogroženih vrst IUCN.
| Čas ogleda | Vrsta in kategorija IUCN |
| ---------- | --- |
| Podnevi    | - Obročastorepi maki (Lemur catta) (prizadet) - Verreauxova sifaka (Propithecus verreauxi) (prizadet) - Rdečečeli lemur (Eulemur rufifrons) (potencialno ogrožen) |
| Ponoči     | - Sivi mišji lemur (Microcebus murinus) - Debelorepi pritlikavi lemur (Cheirogaleus medius) - Coquerelov orjaški mišji lemur (Mirza coquereli) (prizadet) - Hubbardov športni lemur (Lepilemur hubbardorum) (prizadet) - Bledi viličasti lemur (Phaner pallescens) (prizadet) |

Hubbardov športni lemur se imenuje tudi Zombitsski športni lemur. To je vrsta, ki je navedena v dodatku I CITES in je navedena kot prizadeta vrsta s strani IUCN. Narodni park Zombitse-Vohibasia je edino zavarovano območje, kjer je znano, da se pojavlja, populacije pa naj bi upadale. Nasolova rovka tenrek (Microgale nasoloi) je navedena kot ranljiva in je znana od tukaj in dveh drugih najdišč.
Drugi tukaj dokumentirani endemični sesalci so fosa (Cryptoprocta ferox)(VU), robustni rumeni netopir (Scotophilus robustus)(NT), Petersov nagubani netopir (Mormopterus jugularis)(VU) in velikonoga miš (Macrotarsomys bastardi)( LC).

### Dvoživke in plazilci
Tu je bilo dokumentiranih 33 vrst plazilcev, vključno s gekonom (Phelsuma standingi)(VU). Tu je bilo dokumentiranih tudi osem vrst dvoživk.

### Insekti
Ocenjuje se, da je 96 % vrst mravelj, najdenih na Madagaskarju, endemičnih, večino (2/3) pa je treba še opisati. Narodni park Zombitse-Vohibasia je bogat z mravljami, z več kot 40 vrstami v več kot 20 rodovih. V parku sta bili dokumentirani dve vrsti endemičnega rodu Oncodopus: Oncodopus zonatus in Oncodopus brongniarti. Tukaj je bila najdena tudi madagaskarska ploščata stenica Flatida rosea. Druge vrste s tipskim nahajališčem v narodnem parku Zombitse-Vohibasia so:
- Lepidoptera
  - Cadorela translucida Griveaud, 1973
  - Filiramifera naumanni Mey, 2019[12]
  - Papilio Grosesmithi
  - Acremma macrophaea Hacker, Fiebig & Stadie, 2019
  - Neptidopsis fulgurata (de Boisduval, 1833)

## Rastlinstvo
Botanični popis območja, ki se danes imenuje narodni park Zombitse-Vohibasia, se je začel z zbirkami Perrierja de la Bâthieja leta 1910, ki so mu sledili intenzivni popisi v 1950-ih. Prisotnih je skoraj 300 vrst v štiriinosemdesetih rastlinskih družinah, pri čemer sta dve družini endemični za Madagaskar. Le šest je tujerodnih vrst. Večina (več kot 80 %) je vaskularnih rastlin, ki so endemične za Madagaskar. Na tem območju je 20 vrst iz družine mlečkov (Euphorbiaceae) in 33 vrst iz družine grahovk (Fabaceae). Obstajata dve vrsti, ki sta bili najdeni samo v Zombitse-Vohibasia; Ampelosycios bosseri (družina Cucurbitaceae - bučevke), Ivodea trichocarpa (družina Rutaceae - citrusi) in kukavičevka Grammangis spectabilis Bosser & Morat. Drugih 23 je redkih vrst, znanih z 2-5 najdišč.

## Pokrajine
Glavne pokrajine v parku so gozdovi, grmičevje, odprta travišča in nekaj omejenih mokrišč. Vsi trije deli narodnega parka Zombitse-Vohibasia imajo veliko podobnosti, čeprav Isoky-Vohimeni leži na obrobju masiva Isalo, zato ima nekatere podobnosti vrst z narodnim parkom Isalo, vključno s Pachypodium rosulatum - slonova noga in več vrstami aloe.

### Gozdovi
Krošnje gozdov so v povprečju visoke 10–16 m in so predvsem člani družin Euphorbiaceae in Fabaceae (npr. Pongamiopsis pervilleana). Baobabe (Adansonia za in Adansonia grandidieri) skupaj z drugimi višjimi drevesi lahko najdemo, ki se dvigajo nad krošnjami. Pod krošnjami je običajno sloj grmovja, sestavljen predvsem iz lesnih vrst z debelimi, sklerofilnimi listi, vključno s številnimi iz družine Euphorbiaceae, pa tudi vrst iz družin Sapindaceae, Anacardiaceae in Burseraceae. Oddelek Vohibasia ima malo podrastnih grmov, vendar z deževno sezono razvije raznoliko podrast, ki jo sestavljajo večinoma enoletne rastline iz družine Acanthaceae.

### Grmičevje in travniki
Grmičevje tvori prehodno območje med gozdom in travniki in ima razpršene zaplate grmovnic ali majhnih dreves, kot so Dicoma incana, Dalbergia sp., Stereosperum euphoroides, Rhopalocarpus lucidus, Fernandoa madagascariensis in Diospyros sakalavarum. Grmičevje prehaja v območja savane in v travišča s številnimi vrstami trav. Večina trav je avtohtonih, vendar ne endemičnih vrst, kot je Aristida barbicollis.

### Mokrišča
Mokrišča niso obsežna, vendar je v teh bolj vlažnih habitatih mogoče najti Ravenea rivularis (Arecaceae) in Pandanus xerophyta (Pandanaceae) ter Cyperus spp. in Scirpus spp. Tukaj so poročali tudi o endemičnem sladkovodnem vodnem Aponogeton decaryi (NT).

## Ohranjanje
Krčenje gozdov je problem znotraj parka z nenehnimi izgubami zaradi sekanja in požiganja. Gozdnate površine so se na podlagi primerjav med fotografijami iz leta 1949 in 1994 znatno zmanjšale, vegetacija pa naj bi bila floristično zmanjšana zaradi požarov, paše in selektivnega brskanja.